# Eupithecia exheres
Eupithecia exheres är en fjärilsart som beskrevs av Claude Herbulot 1954. Eupithecia exheres ingår i släktet Eupithecia och familjen mätare. Inga underarter finns listade i Catalogue of Life.